# Metopius sinensis
Metopius sinensis är en stekelart som beskrevs av Smith 1877. Metopius sinensis ingår i släktet Metopius och familjen brokparasitsteklar. Inga underarter finns listade i Catalogue of Life.